# Azjanizm
Azjanizm – odmiana stylu retorycznego przeciwstawiana attycyzmowi. Azjanizm, inspirowany retoryką rodem z Azji Mniejszej, charakteryzował się wybujałością i kwiecistością stylu, mnogością figur i tropów. Teoria wymowy oderwała się od filozofii, szczególnie logiki, stając się sztuką zadziwiania odbiorcy zabiegami słownymi.
Podział między azjanizmem a attycyzmem stał się szczególnie ważny w kulturze starożytnego Rzymu, gdzie m.in. Cyceron był oskarżany przez sobie współczesnych oratorów o rzekomy azjanizm (przed którym bronił się np. w Brutus, Orator).  